# 贝尔瓦勒苏沙蒂永
贝尔瓦勒苏沙蒂永（法語：Belval-sous-Châtillon，法語發音：[bɛlval su ʃatijɔ̃]，意为“沙蒂永下方的贝尔瓦勒”）是法国马恩省的一个市镇，位于该省西部偏北，属于兰斯区。

## 地理
贝尔瓦勒苏沙蒂永（49°7'27"N, 3°51'8"E）面积7.15 平方千米，位于法国大東部大區马恩省，该省份为法国东北部内陆省份，北起阿登省，西北接埃纳省，西南接塞纳-马恩省，南至奥布省，东南接上马恩省，东临默兹省。
与贝尔瓦勒苏沙蒂永接壤的市镇（或旧市镇、城区）包括：绍米济、屈什里、达姆里、弗勒里拉里维耶尔、拉讷维尔欧拉里、旺特伊、克尔德拉瓦莱。

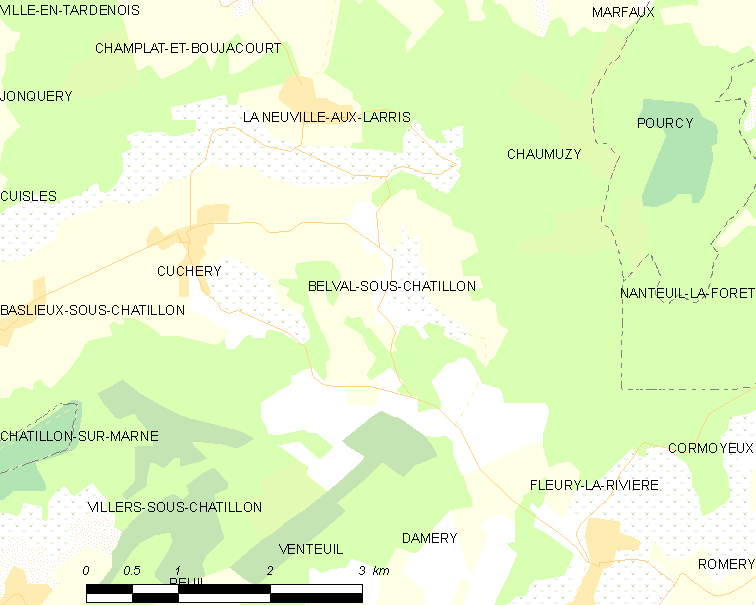
贝尔瓦勒苏沙蒂永的OSM定位图

贝尔瓦勒苏沙蒂永的时区为UTC+01:00、UTC+02:00（夏令时）。

## 行政
贝尔瓦勒苏沙蒂永的邮政编码为51480，INSEE市镇编码为51048。

## 政治
贝尔瓦勒苏沙蒂永所属的省级选区为多尔芒-香槟景县。

## 人口

1962-2008年间贝尔瓦勒苏沙蒂永人口变化图示

贝尔瓦勒苏沙蒂永于2022年1月1日时的人口数量为171人。